# 官衙領
官衙領（かんがりょう）とは、平安時代中期から中世にかけて中央官司が領有していた田畠・荘園・保・厨町などの所領のこと。
これに対し、地方官司が領有していたものは国衙領と呼ぶ。

## 概要
律令国家の中央財政は一元的に行われており、日本においてもその原則は変わらなかった。ところが、奈良時代後期には財源である庸調収入の不足などから早くもその体制が揺らぎ、平安時代に入った9世紀初期には深刻な問題になっていった。当初は地方が保有していた正税を中央に運ばせて官人の給与や官司の経費に充てていたが、結果的に地方財政の悪化をもたらすだけに終わった。
これへ対処するために、官司に一定の田地を与えてそのからの収益を元にして独自の財政運営をさせるようになった。こうした田地などを官衙領と称した。
官衙領にはいくつか種類がある。
1. 律令制初期の頃から設置されていた特定官司に属する田地に由来するもの。官田供御料、陵戸田、氷戸田、京戸口分田はそれぞれ、大炊寮・諸陵寮・主水司・京職の官衙領となった。
2. 官人の給与や官司の経費の捻出のために設定された公廨田や諸司領がそのまま対象先の官司の官衙領に転じたもの。公廨田の初めは天平宝字元年8月23日（757年9月11日）に大学寮・雅楽寮・陰陽寮・典薬寮・内薬司に対して支給されたの（『続日本紀』）が初出とされるが、これが本格化するのは、元慶5年11月25日（881年12月19日）に2年前に設定された元慶官田の一部を諸司田として配分（『日本三代実録』）を始めてからのことである。官司は配分された諸司田を自己の領田・荘田として扱って官衙領化していった。
3. 便補のために設定された田地などが官衙領化したもの。

平安時代後期に入ると、官司がその職掌上必要な米や物資を指定された特定の国々に割り当てて官司側が使者を現地に派遣して直接徴収することが行われるようになった（料国制）。こうした徴収が恒例になると地方側も特定の田地を指定して官司側の徴収に応じるようになり、更に場合によっては田地そのものの経営を認めるようになったこうした仕組を便補と呼び、対象となった田地を便補田・便補地などと呼ばれ、官衙領として扱われるようになっていった。
中世に入り官司請負制が進むと、世襲の官司長官が官衙領を自己の荘園として経営するようになった。更に官司に関係する供御人や京都洛中にあった厨町を支配下に置いたり、率分関を設置して関銭を徴収するなどの経済行為を合わせて行うことで、官司の経済的維持を図っていった。